# Blackpool Tower
La Blackpool Tower o torre di Blackpool è una torre sita a Blackpool nel Lancashire nel Regno Unito. Ispirata alla Torre Eiffel di Parigi, venne inaugurata il 14 maggio 1894, essa è alta 158 m ed è posta a 14 m s.l.m.

## Descrizione

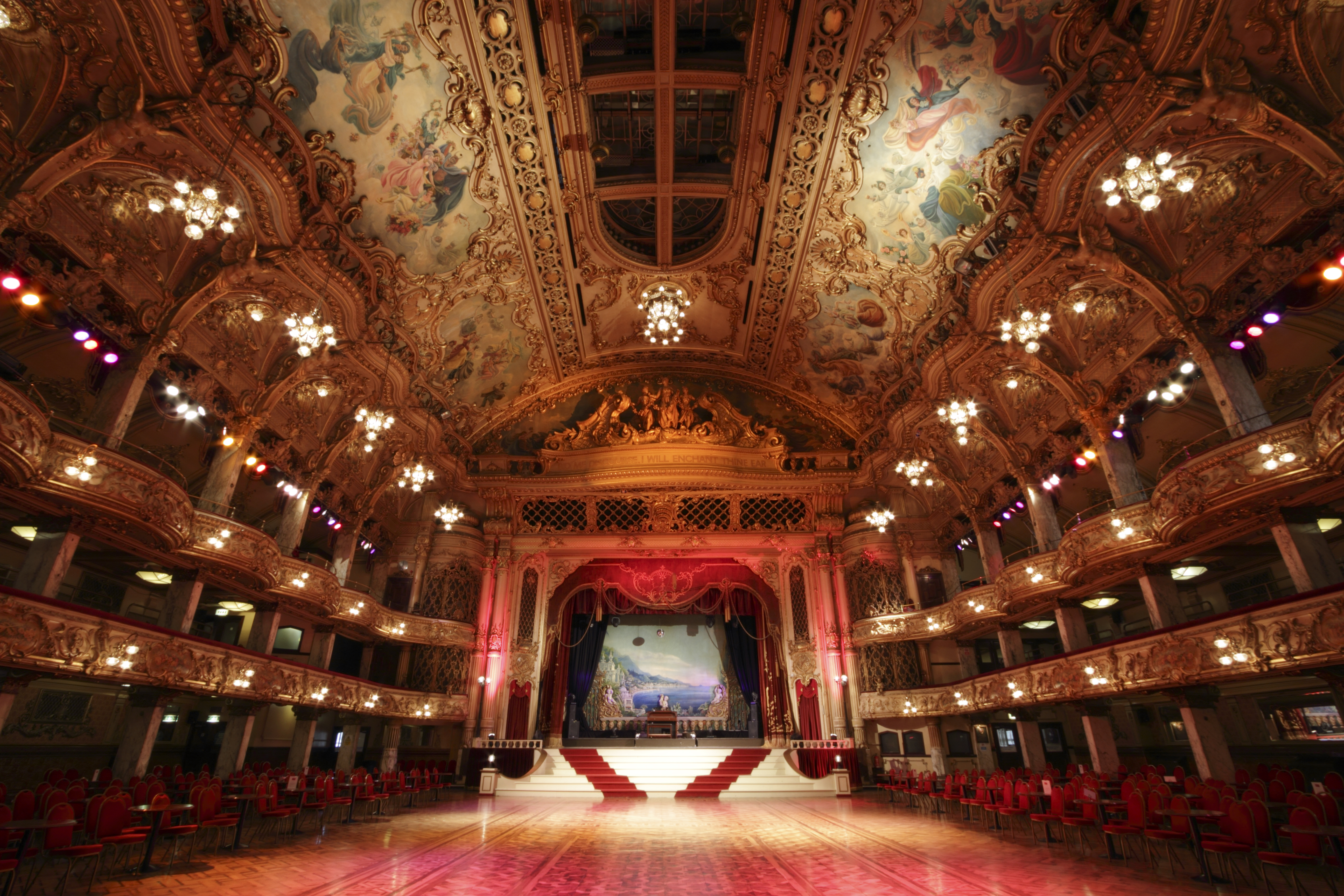
La ballroom ("sala da ballo") ai piedi della torre.

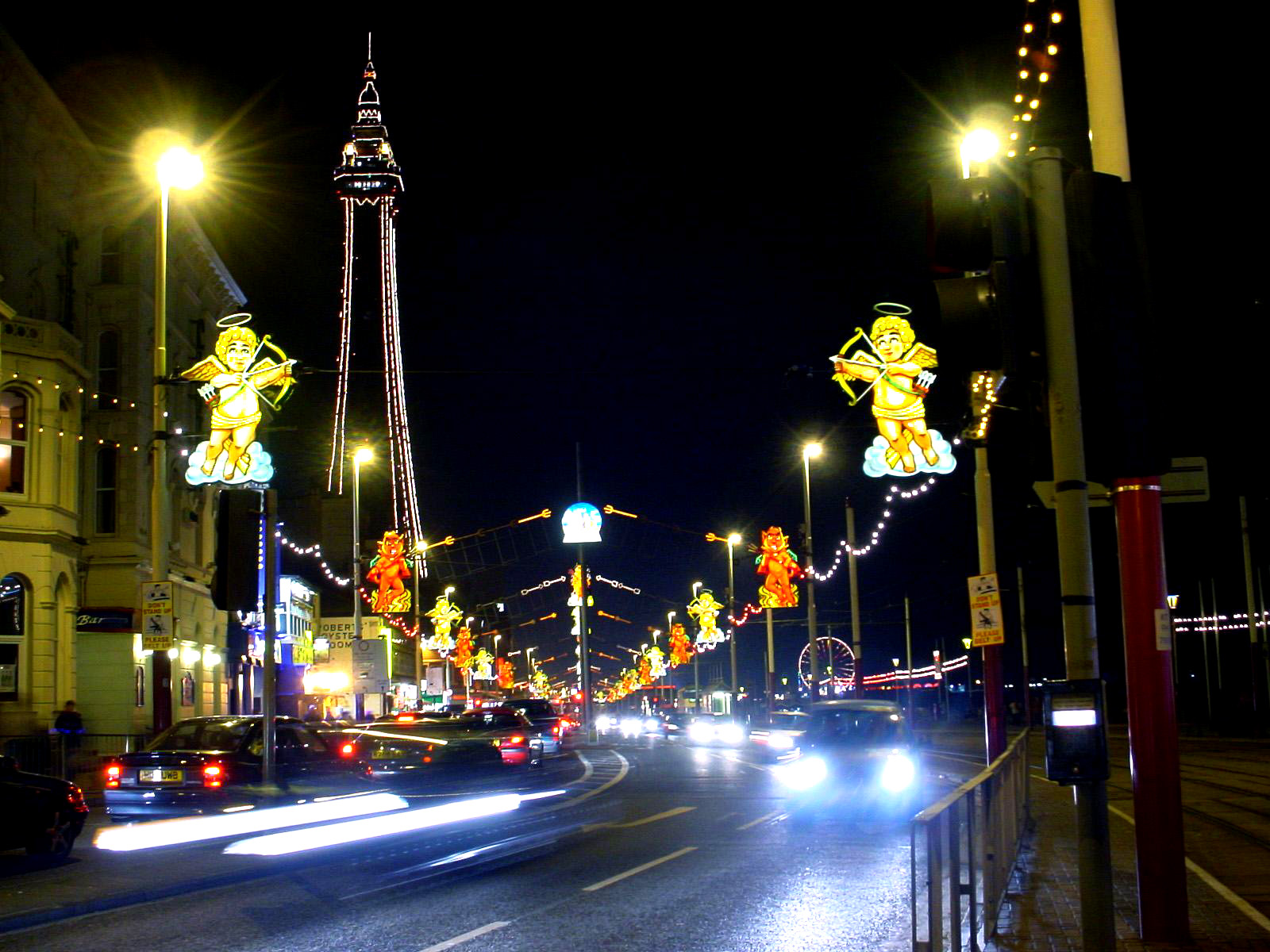
La torre illuminata

Al momento dell'inaugurazione era la struttura creata da esseri umani più alta dell'Impero Britannico.
Blackpool Tower è anche il nome comune dei Tower buildings, complesso in mattoni che comprende la torre, l'acquario e la caffetteria al piano terra, il Tower Circus, la sala da ballo ed i giardini coperti sul tetto.

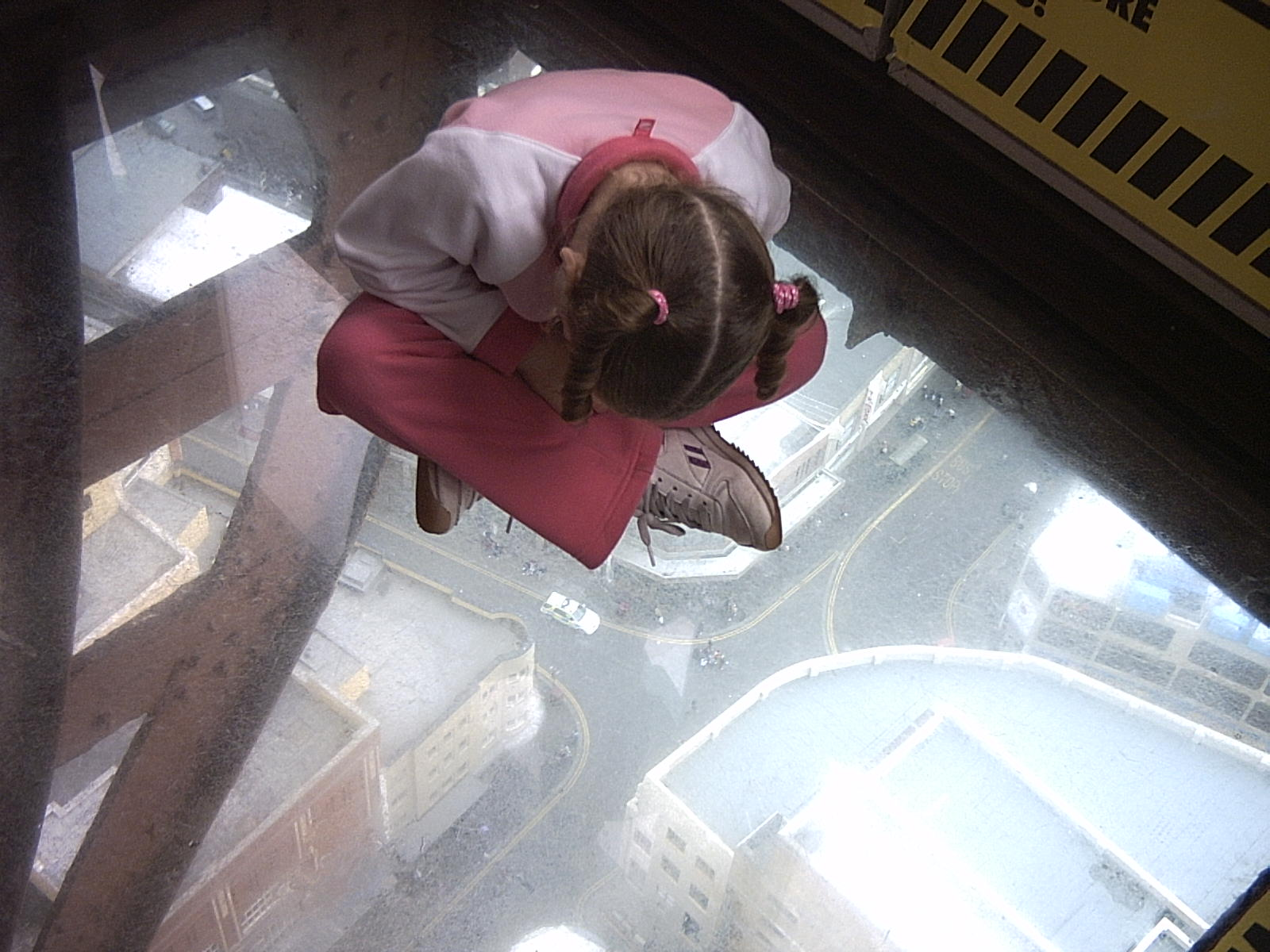
Il pavimento trasparente, attraverso il quale i visitatori coraggiosi possono guardare.

La torre viene ridipinta ogni sette anni da operai specializzati chiamati "stick men", nei momenti di massimo afflusso di turisti vi sono impiegati 250 dipendenti.